# ATC-kod M04: Giktmedel
ATC-kod M04: Giktmedel är en del av klassificeringssystemet ATC (Anatomical Therapeutic Chemical Classification System) för läkemedel och vissa andra medicinska produkter. ATC utvecklas av WHO och består av alfanumeriska koder indelade i grupper utifrån anatomi, medicinsk funktion och läkemedelstyp på 5 olika kodnivåer. Denna sida utgör innehållet i en specifik grupp på nivå 2.

## M04AGiktmedel

### M04AA Medel som hämmar produktionen avurinsyra
M04AA01 Allopurinol
M04AA02 Tisopurin
M04AA03 Febuxostat
M04AA51 Allopurinol, kombinationer

### M04AB Medel som ökar utsöndringen av urinsyra
M04AB01 Probenecid
M04AB02 Sulfinpyrazon
M04AB03 Bensbromaron
M04AB04 Isobromindion

### M04AC Medel utan påverkan på urinsyrametabolismen
M04AC01 Kolkicin
M04AC02 Cinkofen

### M04AX Övriga giktmedel
M04AX01 Uratoxidas

### Engelska
- WHO Collaborating Centre for Drug Statistics Methodology - ATC Index
- WHO Collaborating Centre for Drug Statistics Methodology - ATCvet Index

### Svenska
- SIL online
- FASS.se - ATC
- FASS.se - Veterinär-ATC
- Sök läkemedelsfakta - Läkemedelsverket
- Socialstyrelsen : Klassifikationer
- Nationellt produktregister för läkemedel - NPL